# White Hall (Illinois)
White Hall – miasto w Stanach Zjednoczonych, w stanie Illinois, w hrabstwie Greene. Według spisu z 2000 miasto zamieszkuje 2629 osób. W 2023 liczba mieszkańców spadła do 2201 osób, a gęstość zaludnienia do 319 osób/km².

## Geografia
Miasto zajmuje powierzchnię 6,9 km², z czego 6,7 km² stanowi ląd, a 0,2 km² (2,27%) woda.

## Demografia
Według spisu z 2000 roku miasto zamieszkuje 2 629 osób skupionych w 1 084 gospodarstwach domowych, tworzących 705 rodzin. Gęstość zaludnienia wynosi 393,4 osoby/km². W mieście znajdują się 1 217 budynki mieszkalne, a ich gęstość występowania wynosi 182,1 mieszkania/km². Miasto zamieszkuje 98,4% ludności białej, 0,19% Afroamerykanów, 0,23% rdzennych Amerykanów, 0,04% Azjatów, 0,38% ludności innej rasy i 0,76% ludności wywodzącej się z dwóch lub więcej ras. Hiszpanie lub Latynosi stanowią 0,95% populacji.
W mieście są 1 084 gospodarstwa domowe, w których 27,9% stanowią dzieci poniżej 18 roku życia żyjących z rodzicami, 48,8% stanowią małżeństwa, 12,1% stanowią kobiety nie posiadające męża oraz 34,9% stanowią osoby samotne. 31,6% wszystkich gospodarstw domowych składa się z jednej osoby oraz 17,8% żyjących samotnie ma powyżej 65 roku życia. Średnia wielkość gospodarstwa domowego wynosi 2,33 osoby, natomiast rodziny 2,9 osoby.
Przedział wiekowy kształtuje się następująco: 23,2% stanowią osoby poniżej 18 roku życia, 25,3% stanowią osoby pomiędzy 18 a 24 rokiem życia, 21,5% stanowią osoby pomiędzy 25 a 44 rokiem życia, 21,5% stanowią osoby pomiędzy 45 a 64 rokiem życia oraz 22,3 stanowią osoby powyżej 65 roku życia. Średni wiek wynosi 41 lat. Na każde 100 kobiet przypada 86,6 mężczyzn. Na każde 100 kobiet powyżej 18 roku życia przypada 83,3 mężczyzn.
Średni dochód dla gospodarstwa domowego wynosi 26 552 dolarów, a dla rodziny wynosi 31 576 dolarów. Dochody mężczyzn wynoszą średnio 28 095 dolarów, a kobiet 20 143 dolarów. Średni dochód na osobę w mieście wynosi 14 982 dolarów. Około 16,1% rodzin i 18,8% populacji miasta żyje poniżej minimum socjalnego, z czego 24,7% jest poniżej 18 roku życia i 9,03% powyżej 65 roku życia.

## Znane rezydencje
- Danny Drumeller
- Brett Henry